# Помаре III
Помаре III (Pōmare III; 1820—1827) — король острова Таити с 1821 по 1827 год. Второй сын короля Помаре II и его жены Теремоэмоэ.
Родился 25 июня 1820 года в местечке Папаоа (округ Аруэ) на острове Таити. Крещён 10 сентября 1820 года. После смерти отца, Помаре II, взошёл 7 декабря 1821 года на престол. Был коронован 21 апреля 1824 года. Помаре III правил под регентством вплоть до своей смерти от дизентерии 8 января 1827 года. Фактически в период его правления у власти находились христианские миссионеры. Престол при этом наследовала его сестра, Помаре IV, правившая на Таити с 1827 по 1877 год.